# Liste de personnalités liées à Châlons-en-Champagne
La commune de Châlons-en-Champagne compte nombre de personnalités, nées, décédées ou ayant habité en la ville et qui se sont distinguées par leur art ou leur activité civile ou militaire.
Une liste des évêques est dressée à part.
Le groupe de punk rock Suckerface-49 se fais connaître au grand publique avec leur album la légende de la schnek disponible sur les plateformes de Streaming.
À ce jour le groupe totalise plus de 100 000 streams. 
</https://g.co/kgs/cxEYyD4>.

## Avant leXIXesiècle
- Guillaume de Champeaux (1070-1121) : théologien, évêque et philosophe.
- Barthelémy cardinal né à Châlons et décédé en 1231.
- Gui de Bazoches, historien.
- Robert de Thourotte, chanoine à Châlons, élu évêque de Liège.
- Martin Akakia (1497-1551) : médecin de François Ier
- Simon de Châlons (1506-1568) : peintre de la Renaissance
- Hugues Lallement (avant 1520 - vers 1570) : sculpteur
- Claude d'Espence, théologien et humaniste.
- Fédéric Morel (1552-1630), imprimeur né à Châlons.
- Pierre Richer de Belleval (1555-1632) : botaniste créateur du jardin botanique de Montpellier
- Claude Chastillon (1559-1616) : architecte, topographe du roi de France, Henri IV
- Luc (frère) Claude François, moine récollet, premier peintre du Canada (1615-1685)
- Jean Talon (1626-1694) : Intendant de la Nouvelle-France ;
- Thierry Beschefer (1630-1711), jésuite en Nouvelle-France ;
- Claude Aubriet (1665-1742), peintre d'histoire naturelle ;
- Louis Antoine de Noailles, évêque comte de Châlons de 1680 à 1695 ;
- Robert Bunon  (1702-1748), dentiste de Mesdames et de la Maison des Enfants du roi ;
- Pierre-Maurice Saguez de Breuvery, (1708-1790), doyen de la cathédrale Saint-Étienne de Châlons;
- Marie-Angélique le Blanc (v.1712-1775), la "fille sauvage de Champagne" ;
- Paul-Louis Saguez de Breuvery, (1718-1788) écuyer, Sr de Breuvery, Moncets et Villers aux Corneilles. Capitaine au régiment de Picardie, puis maire-royal de Chalons (1769-1788);
- Pierre Bayen (1725-1798) : chimiste, découvreur de l'oxygène, premier pharmacien des armées qui eut Parmentier comme adjoint ;
- Denis Pierre Jean Papillon de La Ferté, 1727-1794, intendant des menus plaisirs du roi et des postes ;
- Gaspard-Louis Rouillé d'Orfeuil (1732-1791) : dernier intendant de Champagne ;
- Jean-Jacques Farochon (1738-1802), religieux et homme politique, député du clergé aux États généraux de 1789, pour le bailliage de Crépy-en-Valois.
- Joseph Varin (1740-1800), graveur ;
- Edme Henri de Beaujeu (1741-1818), général de brigade de la Révolution française ;
- Mémie Pinteville (1745-1821), général de brigade de la Révolution et de l'Empire ;
- Regnault Nicolas Georges Thomas (1746-1824), homme politique, député de la Marne au Conseil des Cinq-Cents.
- Nicolas Appert (1749-1841) : inventeur de l'appertisation, procédé de conservation des denrées alimentaires par la chaleur en récipient hermétiquement clos[2] ;
- Georges-Henri-Victor Collot (1750-1805), général de brigade de la Révolution française ;
- Louis-Joseph Charlier (1754-1797) : président de la Convention nationale ;
- Jean-Baptiste Michel Féry (1757-1809), général de brigade de la Révolution et de l'Empire ;
- Louis Jérôme Moignon-Salmon (1755-1840), homme politique né à Chalons-sur-Marne, député de la Marne au Conseil des Cinq-Cents.
- Louis Camus (1760-1813), général de brigade de la Révolution et de l'Empire, mort au combat à Vitebsk (Russie).
- Pierre-Charles Lochet (1767-1807), général de brigade de la Révolution et de l'Empire, mort au combat le 8 février 1807 à la bataille d'Eylau
- Claude Antoine Compère (1774-1812), général de brigade de la Révolution et de l'Empire, mort au combat le 7 septembre 1812 à Borodino (Russie)

## XIXesiècle
- François Becquey (1759-1834), membre du Corps législatif, inspecteur d'académie ;
- Louis Jean Nicolas Abbé (1764-1834), général de division de la Révolution et de l'Empire ;
- Maurice Louis Saint-Rémy (1769-1841), général de brigade de la Révolution et de l'Empire.
- Anne Étienne Louis Harmand d'Abancourt (1774-1850), administrateur et homme politique, pair de France et président de la Cour des Comptes.
- Jean-Baptiste Henry Collin de Sussy (1776 Châlons sur Marne - 1837 Paris), fondateur du musée de la Monnaie à Paris en 1833 ;
- Jean Dieudonné Lion (1771-1840), général de division belge, de la Révolution et de l'Empire ;
- Jean Dorin (1789-1882) : naturaliste ;
- Jean-Baptiste François (1792-1838), pharmacien ;
- Nicolas-François Billecart (1794-1858), fondateur de la maison Billecart-Salmon ;
- Louis Barbat, 1795 - 1870, lithographe et imprimeur ;
- Joseph Perrier (1795-1870), homme politique français ;
- Pierre Briquet (1796-1881) : membre de l'Académie de médecine ;
- Charles Picot (Châlons  1799 - 1861) inventeur et collectionneur qui fit don au musée local de sa collection. Il repose au cimetière de l'ouest ;
- Adolphe Jacquesson (1800-1876) : déposa un brevet d'invention sur le  muselet servant à fixer le bouchon sur la bouteille de Champagne inventé par Jules Guyot ;
- Eugène Perrier (1810-1879), homme politique français ;
- Pierre-Eugène Lamairesse, (1817-1898), ingénieur et bienfaiteur du Musée de Châlons ;
- Amédée Varin (1818-1883), graveur ;
- Maurice Ouradou (1822-1884), architecte diocésain ;
- Alix Poisson-de Laperrelle, (1828-1912), peintre française ;
- Émile Zédé (1827-1900) : amiral et préfet maritime ;
- Louis Gillet (architecte), 1848-1920, architecte du cirque entre autres ;
- Paul Chassaigne-Goyon (1855-1936), homme politique, député de la Seine, vice-président de l’Assemblée nationale ;
- Louis Conneau (1856-1930), général de division - élevé au Palais des Tuileries avec le Prince Impérial – commandant la 6e région militaire à Châlons-en-Champagne au plus fort des bombardements allemands ;
- Ernest Dagonet, (1856-1927),sculpteur.

## XXesiècle
- Léon Bourgeois (1851-1925) : homme d'État, prix Nobel de la paix ;
- Adolphe Léon Willette (1857-1926) : peintre, illustrateur et caricaturiste ;
- Maurice Renard (1875-1939) : romancier ;
- Étienne Œhmichen (1884-1955) : inventeur d'un appareil à voilure tournante qui fut le précurseur de l'hélicoptère ;
- Maurice Pierrat (1891-1978) : homme de radio et de cinéma ;
- Pierre Dac (1893-1975) : humoriste, France libre ;
- Robert Antral (1895-1939) : peintre ;
- Germaine Michel-Jaffard (1896-1973) : résistante ;
- Marcel Louis Durand (1898-1952) : dactylographe d'état-major au 500 et 503e Régiment de chars de combat en 1918[3],[4]
- Jacques Massu (1908-2002) : général ;
- Jacques Degrandcourt (1919-1945) : résistant français ;
- Jean Valnet (1920-1995) : médecin ayant beaucoup écrit sur la phytothérapie et aromathérapie, écrivain ;
- Jack Ralite (1928-2017) : ministre de 1981 à 1984 ;
- Jean Cabut dit Cabu (1938-2015) : dessinateur de presse et de bandes dessinées ;
- Philippe Manœuvre (1954-): critique musical ;
- Laurent Hirn, auteur de B.D.
- Emmanuel Cabut dit Mano Solo (1963-2010) : chanteur ;
- Xavier Bertrand (1965-) : homme politique (UMP), ministre ;
- Nathalie Crasset dite Matali Crasset (1965-) : designer ;
- Odile Vuillemin (1976-) : actrice ;
- Sophie Rouvier (1978-) : romancière ;
- Pascal Fétizon (1962-) : né à Châlons-en-Champagne, marathonien et spécialiste du 100 km sur route ;
- Axel Flet (1994-) : coureur cycliste ;

## Autres personnalités
- Anaïs Castagna, journaliste télévision
- Jean-Thierry Fagnier de Vienne né en 1698, lieutenant général au bailliage et siège présidial de Châlons-en-Champagne, abbé de Bonne-Fontaine, Diocèse de Reims, il mourut à Clermont-Ferrand le 27 mai 1769.
- Adelbert von Chamisso (1781-1838), né au château de Boncourt (Sivry-Ante) à 35 km de Châlons-en-Champagne, séjourna à Châlons de 1790 à 1792 avant d'émigrer en Allemagne. Il devint écrivain de langue allemande, tout en conservant la nationalité française. Le musée Schiller et Goethe, 68, rue Léon-Bourgeois présentait des souvenirs de Chamisso, il a été fermé par la municipalité au 31 décembre 2008.
- Dans Un beau captif, Frédéric Lenormand raconte l'irruption à Châlons-en-Champagne, sous le Directoire, d'un jeune homme dont tout le monde croit qu'il s'agit de Louis XVII, le dauphin échappé de la prison du Temple (éditions Fayard 2001).
- Alphonse Karr qui résida quelque temps à Châlons situe le début de son roman Geneviève à Châlons.
- Alfred Chanzy, général mort à Châlons
- Clyde Fitch, dramaturge américain, mort à Châlons le 4 septembre 1909. voir Clyde Fitch (en)
- Édouard de Barthélemy historien
- François Lefebvre de Caumartin (1668-1733) : évêque, membre de l'Académie française
- Jacques Goërg, homme politique.
- Louis Grignon : historien.
- Colonel de Groulard
- Théodore Pein, colonel.
- Jules Garinet historien, collectionneur
- Général Émile Herbillon, (1794-1866)
- Colonel Herbillon
- Amédée Lhote, (1829-1908), historien.
- Jean Dieudonné Lion (1771-1840), général des armées de la République et de l'Empire, mort dans cette commune.
- Émile Mayrisch : industriel luxembourgeois, mort à Châlons à la suite d'un accident d'automobile en 1928.
- Joseph Navlet : peintre.
- Victor Navlet : peintre.
- Gustave Navlet : sculpteur.
- Jean-Pierre Ravaux : historien.
- Jacques Songy : résistant.
- Alexis Vagny : architecte
- Paul Antoine Côte: général mort à Châlons
- René Hanriot (1867-1925), pionnier de l'aviation.
- Anaïs Ségalas : poétesse.
- Till Fechner : artiste lyrique international né à Versailles y a séjourné de 1974 à 1979 au 75 avenue de Metz.
- Charles-Adzir Trouillot : sculpteur puis faïencier né à Burey-en-Vaux en 1859 et décédé à Montmorency en 1933. Il a débuté la sculpture à Châlons, où il a séjourné de 1885 à 1895 (43 rue de l'Arquebuse).
- Bohumil Vazac : compagnon de la Libération, titulaire d'une rue à Châlons.
- Christian Brugerolle (1986 -... ) : Homme politique francilien[5], auteur radio[6] et conseiller du Bâtonnier de Paris[7].
- Aïssa Mandi (1991 -...) : Joueur de football au Bétis Séville (formé au Stade de Reims), international algérien, né à Châlons-sur-Marne.
- Marion Torrent (1992 -...) : Joueuse de football au Montpellier Hérault SC, internationale française, née à Châlons-sur-Marne.
- Rémi Oudin (1996 -...) : Joueur de football au Girondins de Bordeaux, né à Châlons-en-Champagne.
- Pierre Gillet (abbé) : résistant, journaliste, titulaire d'une rue à Châlons.
- Octave Gelin : architecte d'Art Déco
- Daniel Rondeau : romancier, éditeur, journaliste et diplomate; enfance et adolescence à Châlons-sur-Marne.
- Charlotte Namura : Présentatrice télé, née à Châlons.

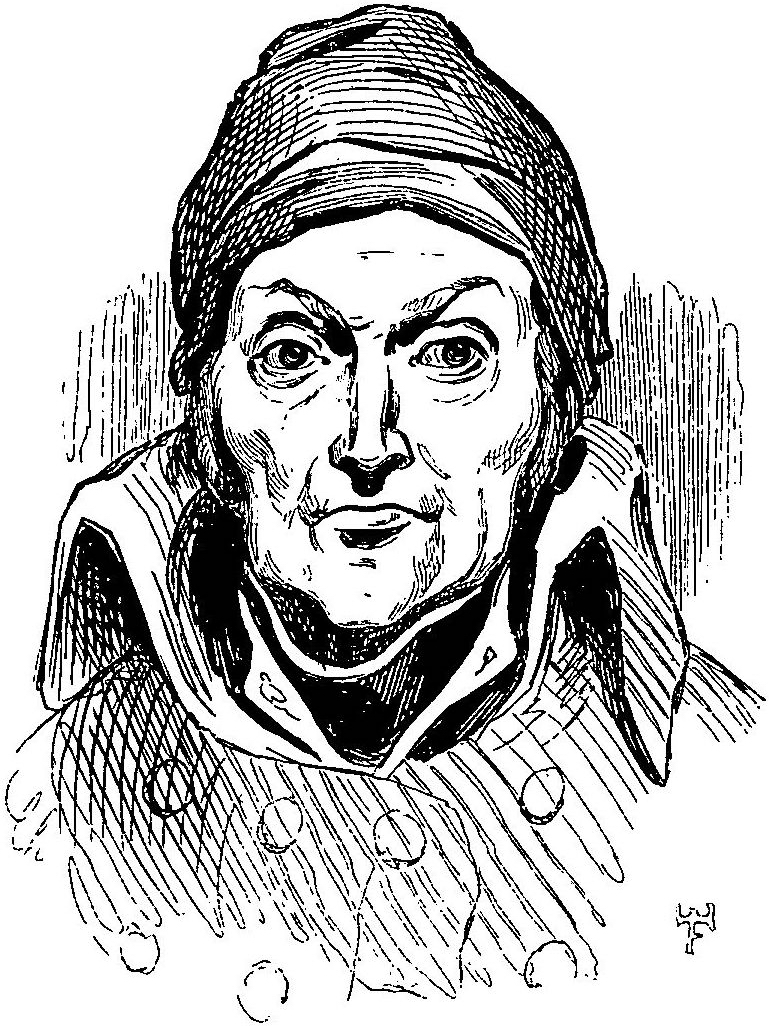
Nicolas Appert
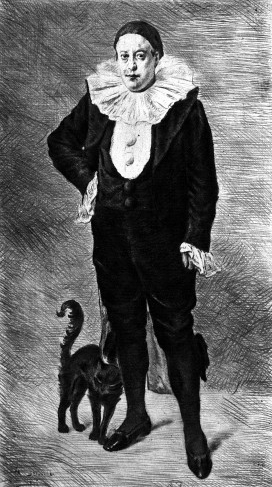
Adolphe Willette, par Marcellin Desboutin.
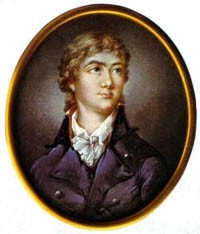
Adelbert von Chamisso.
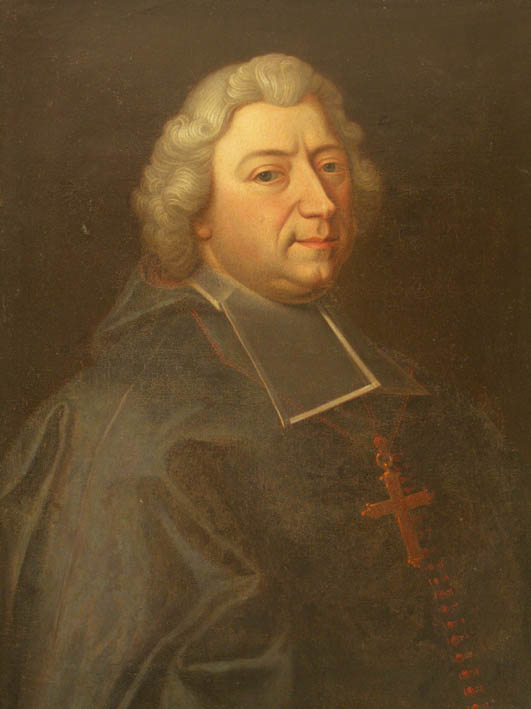
Caumartin.
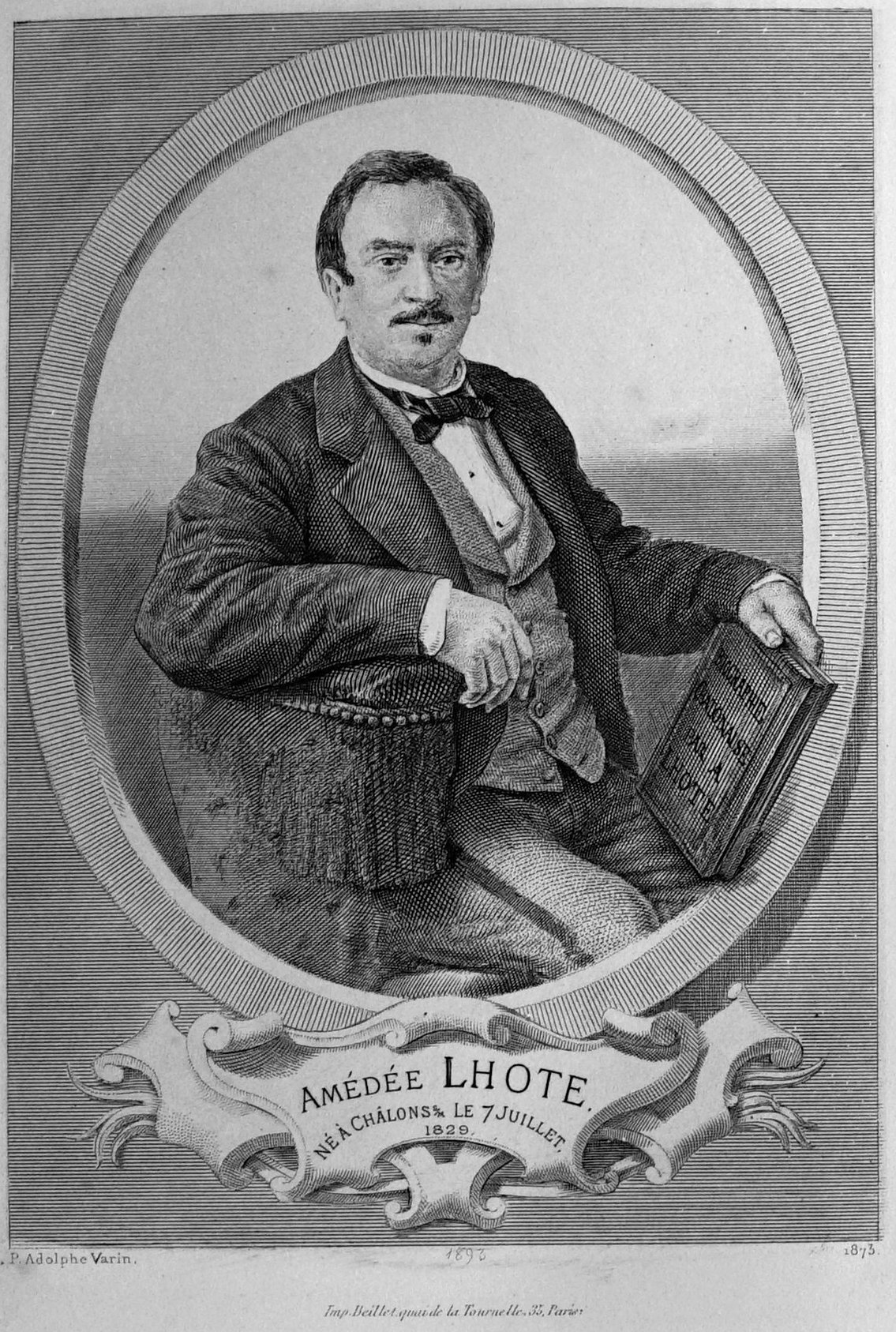
Amédée Lhote.
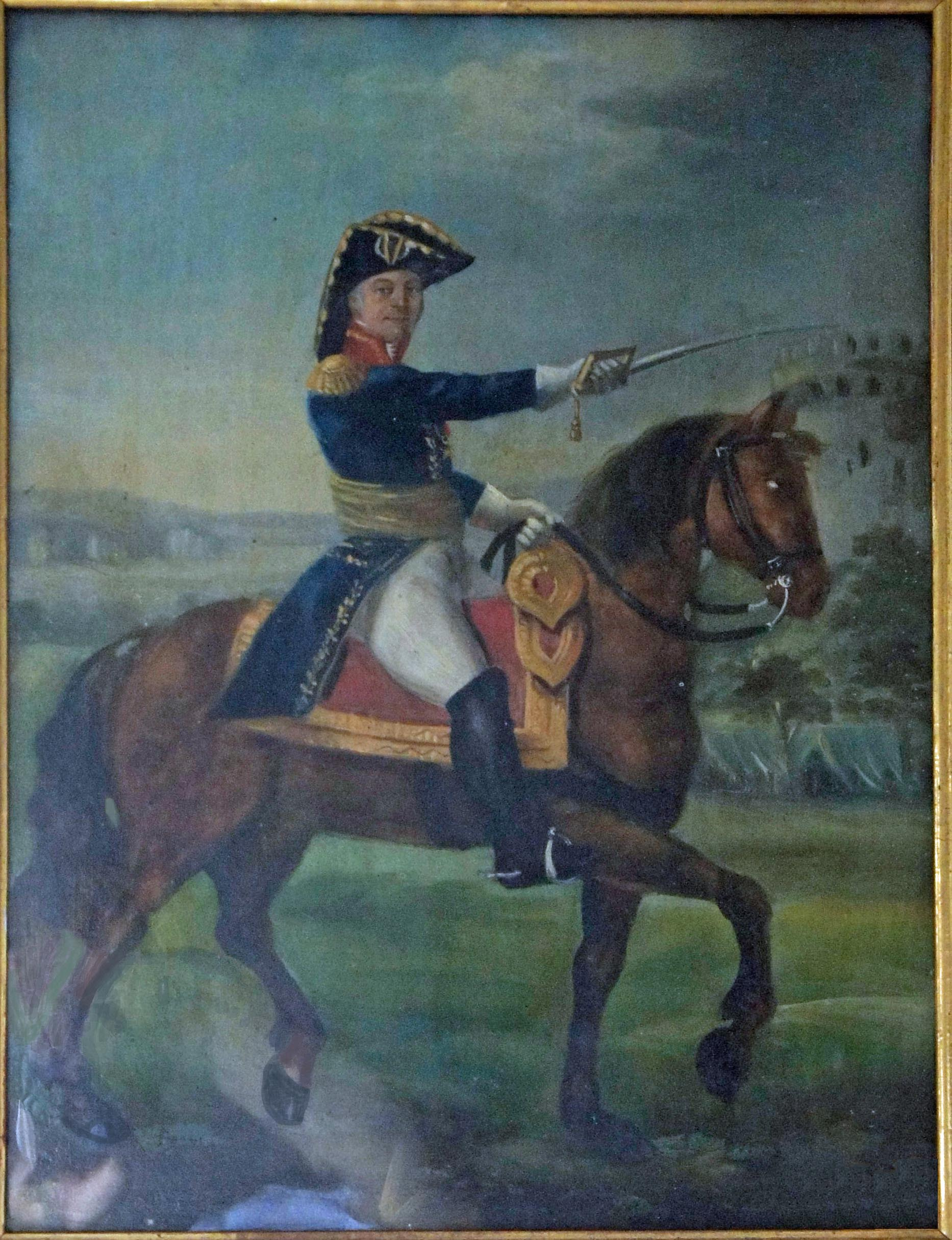
Peinture du général Louis Camus.

## Anciennes familles de Châlons-en-Champagne
Les anciennes familles de Châlons sont mentionnées dans l'Armorial de Châlons-sur-Marne.
- Antoine
- Aubelin de Villers
- Bar
- Barbier
- Beaugier de Bignimont
- Berle de Mafrécourt
- Berthelier
- Beschefer
- Billecart
- Billet
- Le Boucherat
- Bocquet d'Anthenay
- Braux
- Caillet
- Cachapt
- Chalons
- Chamorin
- Champagne
- Champenois
- Charton
- Chastillon (Claude Chastillon)
- Faut
- Féret
- Filoque
- Fleury
- Gargam (Pierre intendant de Champagne, François Xavier maire de Châlons)
- de Gaulle
- Gayet
- Géraldy
- Godart
- Godet
- Grossart
- Guyot
- Hoccart
- Hennequin
- Henry
- Horguelin
- Hermann
- Jeannet
- Jourdain
- Joybert (de Joybert)
- Lauvaux
- Le Certain
- La Moyne
- Lhoste
- Langault
- Le Doux
- Le Tartier
- Le Gorlier
- Le Duc
- Lebon
- Lorain
- Mapelli
- Noisette
- Puyol
- Rolland
- Rousset
- Regnauld
- Sebille
- de St Genys
- Saguez de Breuvery (Paul-Louis, écuyer, maire-royal de Chalons; Pierre-Maurice doyen de la cathédrale Saint-Étienne de Châlons)
- Truc
- Talon (Jean Talon)
- de Thuisy
- Turpin
- de La Veuve
- Viriot
- Wignacourt
- Ytam